# ペルビアン航空112便着陸失敗事故
ペルビアン航空112便着陸失敗事故（ペルビアンこうくう112びんちゃくりくしっぱいじこ）とは、リマ発ハウハ行きの国内定期便ペルビアン航空112便が着陸に失敗し機体が損壊して炎上した事故である。この事故で死者は出なかったが、搭乗した150人のうち39人が負傷した。

## 事故機
- 使用機材：ボーイング737-3M8
  - 機体記号：OB-2036-P
  - 製造番号：25071

事故機は初めトランス・ヨーロピアン・エアウェイズで運用され、その後、他の航空会社で運用された後、2013年にペルビアン航空が運用し始めた。

## 事故の概要
事故機は現地時間16時40分（21時40分UTC）にフランシスコ・カルレ空港に着陸した。その時乗客は「２つの衝撃を覚えた」と証言している。着陸してすぐに着陸装置の3本が全てが折れ、滑走路を滑りながら右側に逸れ、空港周辺のフェンスをなぎ倒した。機体は損壊し、出火した。乗客141人と乗務員9人は無事脱出し、負傷した39人は病院に運ばれた。負傷者のうち2名が骨折し、3人が脳震盪を起こした。事故の様子は数人の乗客によって撮影された。

## 調査
航空事故調査委員会とハウハの刑事検察が事故調査に乗り出した。